# Glimwormen
Glimwormen (Lampyridae) vormen een familie binnen de kevers. Ze staan ook wel bekend onder de namen vuurvliegjes of gloeiwormen. Ze zijn vooral bekend door hun lichtgeven (bioluminescentie). Over de hele wereld komen ca. 2000 soorten voor en er worden regelmatig nieuwe ontdekt. Minder bekend is dat deze insecten in feite kevers zijn en geen wormen of vliegen.
De familie Lampyridae maakt deel uit van de superfamilie Elateroidea. Die  superfamilie omvat een aantal kleinere keverfamilies met lichtgevende soorten (kasteelkevers (Omalisidae), Phengodidae, Rhagophtalmidae), maar ook de weekschildkevers en kniptorren (sommige kniptorsoorten kunnen ook licht produceren, bijvoorbeeld die in de tribus Pyrophorini).

## Beschrijving
De vrouwtjes zijn dikwijls dekschild- en vleugelloos, en hebben bij veel soorten glimwormen een larve-achtig uiterlijk. Het is echter niet zo dat vrouwtjes helemaal niet doorontwikkelen, zoals bij sommige salamanders het geval is (neotenie). Beide seksen van de glimworm kennen een larvaal stadium en een verpopping, en de poten en kop van vrouwtjes zijn gelijk aan die van mannetjes. Wel worden larve-achtige vrouwtjes, die bij wel meer soorten kevers voorkomen, gezien als een aparte ontwikkelingsvorm.

## Bioluminescentie
Glimwormen kunnen licht produceren, een proces dat bioluminescentie wordt genoemd. In speciale organen in het achterlijf wordt het pigment luciferine geoxideerd door het enzym luciferase, waarbij energie vrijkomt in de vorm van licht. Onder de laag lichtproducerende cellen zit een laag cellen met kleine kristallen, die het licht naar buiten reflecteren. Bij de meeste soorten is het licht geelgroen van kleur.
Adulten (volwassen exemplaren) gebruiken lichtsignalen om elkaar op te sporen tijdens de voortplanting. Bij sommige soorten lokken de vleugelloze wijfjes de vliegende mannetjes met een constant schijnsel. Om het schijnsel van de vrouwtjes goed te kunnen lokaliseren, hebben mannetjes veel beter ontwikkelde ogen dan vrouwtjes. Bij andere soorten maken mannetjes hun aanwezigheid bekend met een soortspecifieke flitscode. De wijfjes antwoorden hierop met een soortspecifiek flitssignaal. Mannetjes synchroniseren onderling hun codes om zo gemakkelijker op te vallen, hoewel het vrouwtje maar met enkele van hen zal paren. Een groot aantal, meestal dag-actieve soorten, gebruikt geen lichtsignalen, maar geursignalen (feromonen) en er is een overgangsgroep die zowel geur- als lichtcommunicatie toepast. In Noord- en Centraal-Europa komen alleen soorten voor die ofwel licht, ofwel feromonen gebruiken.
Afhankelijk van de soort zijn niet alleen de volwassen dieren in staat tot licht geven, maar gloeien ook eieren, de larven en het popstadium. Larven gloeien gewoonlijk onder de vorm van trage lichtpulsen wanneer ze 's nachts rondkruipen op jacht naar hun prooien. Daarnaast gloeien ze, net als de poppen en eieren voor langere tijd op wanneer ze verstoord worden, bijvoorbeeld bij aanraking. Veel soorten zijn giftig of smaken erg vies. In deze levensstadia wordt het licht dan ook hoogstwaarschijnlijk voornamelijk gebruikt om predatoren af te weren, hetzij als waarschuwingssignaal voor oneetbaarheid (aposematisme) of louter als afschrikkingssignaal. Deze en andere hypothesen over de functie van het lichtgeven van de larven zijn nog in onderzoek.

## Algemeen

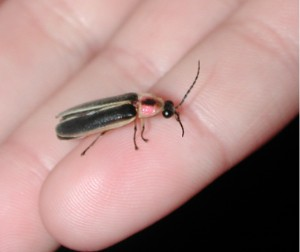
Een mannetje van de soort Photuris pennsylvanicus (niet in Nederland en België)

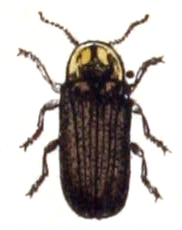
Lamprohiza splendidula

In Europa voorkomende soorten eten als larve voornamelijk ongewervelden zoals (naakt)slakken. Bij de meeste soorten eten de volwassen kevers niet meer en leven slechts enkele weken als imago. Veel soorten leven in bossen, bosranden en dichte struiken. In de Benelux komen drie soorten voor:
- Grote glimworm of Gewone glimworm (Lampyris noctiluca),
- Kleine glimworm of Vuurvliegje (Lamprohiza splendidula) en
- Kortschildglimworm (Phosphaenus hemipterus).

Het is onbekend hoe de soorten er precies voorstaan, maar vroeger waren glimwormen plaatselijk vrij algemeen. Ze komen op alle continenten voor, met uitzondering van Antarctica.

## Onderverdeling
De volgende taxa zijn bij de familie ingedeeld:
- Onderfamilie Psilocladinae McDermott, 1964
- Onderfamilie Amydetinae Olivier, 1907
  - Tribus Amydetini Olivier, 1907
  - Tribus Vestini McDermott, 1964
- Onderfamilie Lampyrinae Rafinesque, 1815
  - Tribus Cratomorphini Green, 1948
  - Tribus Lamprocerini Olivier, 1907
  - Tribus Lamprohizini Kazantsev, 2010
  - Tribus Lampyrini Rafinesque, 1815
  - Tribus Lucidotini Lacordaire, 1857
    - Subtribus Dadophorina Olivier, 1907
    - Subtribus Lamprigerina McDermott, 1964
    - Subtribus Lucidotina Lacordaire, 1857
    - Subtribus Photinina LeConte, 1881

  - Tribus Pleotomini Summers, 1874
- Onderfamilie Luciolinae Lacordaire, 1857
  - Tribus Curtosini McDermott, 1964
  - Tribus Luciolini Lacordaire, 1857
- Onderfamilie Ototretinae McDermott, 1964
  - Geslacht Baolacus Pic, 1915
  - Geslacht Brachylampis Van Dyke, 1939
  - Geslacht Brachypterodrilus Pic, 1918
  - Geslacht Ceylonidrilus Pic, 1911
  - Geslacht Drilaster Kiesenwetter, 1879
  - Geslacht Emasia Bocakova and Janisova, 2010
  - Geslacht Eugeusis Westwood, 1853
  - Geslacht Falsophaeopterus Pic, 1911
  - Geslacht Flabellopalpodes Bocakova and Bocak, 2016
  - Geslacht Flabellototreta Pic, 1911
  - Geslacht Gorhamia Pic, 1911
  - Geslacht Harmatelia Walker, 1858
  - Geslacht Hydaspoides Bocakova and Janisova, 2013
  - Geslacht Hyperstoma Wittmer, 1979
  - Geslacht Lamellipalpodes Maulik, 1921
  - Geslacht Lamellipalpus Maulik, 1921
  - Geslacht Oculogryphus Jeng, Engel & Yang, 2007
  - Geslacht Ototretadrilus Pic, 1921
  - Geslacht Picodrilus Wittmer, 1938
  - Geslacht Stenocladius Deyrolle & Fairmaire, 1878
- Onderfamilie Photurinae Lacordaire, 1857